# Манчини, Олимпия
Олимпия Манчини (итал. Olimpia Mancini; 11 июля 1638, Рим — 9 октября 1708[…], Брюссель) — графиня де Суассон, племянница кардинала Мазарини (одна из мазаринеток), известная своей бурной жизнью при французском дворе.

## Фаворитка короля
Олимпия Манчини была дочерью Микеле Лоренцо, барона ди Манчини и Джеронимы Мазарини, сестры кардинала Мазарини. Она была сестрой Лауры, Поля, Марии, Филиппа, Альфонса, Гортензии и Марии Анны Манчини.
Кардинал Мазарини привёз своих племянниц во Францию в сентябре 1647 года чтобы выдать их замуж. Молодые итальянки стали подругами по играм молодого короля Людовика XIV. Олимпия стала одной из его первых фавориток. Королевский двор узнал об этой связи в конце 1654 года, когда Людовик сделал Олимпию королевой всех праздничных торжеств последней недели года. По свидетельству фрейлины королевы Анны, мадам де Мотвиль, «он не расставался с ней ни на секунду, постоянно приглашал танцевать и отличал так, что казалось, будто балы, пиры и гулянья устраивались только ради неё». В Париже вскоре распространился слух, будто Олимпия станет королевой Франции. Мать Людовика, Анна Австрийская, не на шутку рассердилась. Она готова была закрыть глаза на чрезмерную привязанность сына к племяннице Мазарини, но не могла позволить состояться такой свадьбе. И юной Олимпии, которая обрела слишком большую власть над королём, было приказано удалиться из Парижа.

## Свадьба
Мазарини быстро нашёл ей мужа, им стал Эжен-Морис Савойско-Кариньянский, граф де Суассон (1635—1673). Свадьба состоялась в феврале 1657 года. В этом браке родилось восемь детей:
- Луи-Тома (1657—1702),
- Филипп (1659—1693),
- Эммануил-Филиберт (1662—1676),
- Евгений (1663—1736), полководец Священной Римской империи, генералиссимус;
- Мария Жанна (1665—1705),
- Луиза Филиберта (1667—1726),
- Франсуаза (1668—1671).

Младший сын Евгений Савойский стал знаменитым полководцем, а старший Луи-Тома, возможно был сыном Людовика XIV так как родился в августе 1657 года, спустя шесть месяцев после свадьбы.

## Дело о ядах
В 1679 году Олимпия оказалась замешана в знаменитом деле «версальских отравительниц». Её обвинили в том, что она посещала отравительницу Ла Вуазен и покупала у неё яд. Возможно Олимпия хотела отравить Луизу де Лавальер, любовницу короля, которая в то время уже удалилась в монастырь кармелиток, то ли просто вернуть благосклонность короля, приворожив его. Также Олимпию подозревали в отравлении её мужа, умершего шестью годами ранее, и Марии Луизы Орлеанской, королевы Испании, приближенной которой она была с мая 1686 года. Как бы там ни было, король приказал Олимпии больше не появляться при дворе. И хотя она утверждала, что невиновна и была скомпрометирована, ей пришлось покинуть Францию.
Она устроилась в Брюсселе, потом путешествовала по Европе со своими сёстрами Марией и Гортензией, побывала в Англии, Испании. Умерла в Брюсселе 9 октября 1708 года.

## Память
Именем Олимпии Манчини названа женская причёска (Прическа а-ля Манчини), при которой волосы расчесывались на прямой пробор, над висками пышно взбивались, а завитые концы волос в виде двух локонов спускали на плечи.
Олимпия Манчини стала персонажем романа Александра Дюма-отца «Две королевы» (1864).